# العلاقات الكويتية الكيريباتية
العلاقات الكويتية الكيريباتية هي العلاقات الثنائية التي تجمع بين الكويت وكيريباتي.

## مقارنة بين البلدين
هذه مقارنة عامة ومرجعية للدولتين:
| وجه المقارنة                                              | الكويت        | كيريباتي                        |
| --------------------------------------------------------- | ------------- | ------------------------------- |
| المساحة (كم2)                                             | 17.82 ألف     | 811                             |
| عدد السكان (نسمة)                                         | 4.14 مليون    | 116.40 ألف                      |
| الكثافة السكانية (ن./كم²)                                 | 232.32        | 14.35 ألف                       |
| العاصمة                                                   | مدينة الكويت  | جنوب تاراوا                     |
| اللغة الرسمية                                             | اللغة العربية | لغة إنجليزية، اللغة الكيريباتية |
| العملة                                                    | دينار كويتي   | دولار كريباتي، دولار أسترالي    |
| الناتج المحلي الإجمالي (بليون دولار)                      | 120.13 مليار  | 196.15 مليون                    |
| الناتج المحلي الإجمالي (تعادل القوة الشرائية) بليون دولار | 290.53 مليار  | 224.26 مليون                    |
| الناتج المحلي الإجمالي الاسمي للفرد دولار أمريكي          | 29.30 ألف     | 1.42 ألف                        |
| الناتج المحلي الإجمالي للفرد دولار أمريكي                 | 73.25 ألف     | 1.81 ألف                        |
| مؤشر التنمية البشرية                                      | 0.816         | 0.590                           |
| رمز المكالمات الدولي                                      | +965          | +686                            |
| رمز الإنترنت                                              | .kw           | .ki                             |
| المنطقة الزمنية                                           | ت ع م+03:00   |                                 |

## منظمات دولية مشتركة
يشترك البلدان في عضوية مجموعة من المنظمات الدولية، منها:
| علم المنظمة | اسم المنظمة                   | تاريخ انضمام الكويت | تاريخ انضمام كيريباتي |
| ----------- | ----------------------------- | ------------------- | --------------------- |
|             | الاتحاد البريدي العالمي       | ?                   | ?                     |
|             | يونسكو                        | 18 نوفمبر 1960      | 24 أكتوبر 1989        |
|             | البنك الدولي للإنشاء والتعمير | 13 سبتمبر 1962      | 29 سبتمبر 1986        |
|             | الاتحاد الدولي للاتصالات      | 14 أغسطس 1959       | 3 نوفمبر 1986         |
|             | مؤسسة التمويل الدولية         | 13 سبتمبر 1962      | 2 أكتوبر 1986         |
|             | الأمم المتحدة                 | 14 مايو 1963        | 14 سبتمبر 1999        |
|             | مؤسسة التنمية الدولية         | 13 سبتمبر 1962      | 2 أكتوبر 1986         |
|             | منظمة حظر الأسلحة الكيميائية  | ?                   | ?                     |

## وصلات خارجية
- موقع وزارة الخارجية الكويتية